# Jorge Daniel Hernández
Jorge Daniel Hernández Govea (San Luis Potosí, 10 giugno 1989) è un ex calciatore messicano, di ruolo centrocampista.

## Palmarès

### Club

#### Competizioni internazionali
- CONCACAF Champions League: 1

Pachuca: 2016-2017